# Temporada 1946-47 de los Philadelphia Warriors
La Temporada 1946-47 fue la primera de los Philadelphia Warriors en la BAA. La temporada regular acabó con 35 victorias y 25 derrotas, ocupando el segundo puesto de la División Este, clasificándose para los playoffs en los que resultaron campeones tras derrotar en las Finales a los Chicago Stags.

## Temporada regular
| # | División Este           | División Este | División Este | División Este | División Este |
| # | Equipo                  | G             | P             | %             | PD            |
| - | ----------------------- | ------------- | ------------- | ------------- | ------------- |
| 1 | x-Washington Capitols   | 49            | 11            | .817          | –             |
| 2 | x-Philadelphia Warriors | 35            | 25            | .583          | 14            |
| 3 | x-New York Knicks       | 33            | 27            | .550          | 16            |
| 4 | Providence Steamrollers | 28            | 32            | .467          | 21            |
| 5 | Boston Celtics          | 22            | 38            | .367          | 27            |
| 6 | Toronto Huskies         | 22            | 38            | .367          | 27            |

## Playoffs

### Cuartos de final
(E2) Philadelphia Warriors vs. (O2) St. Louis Bombers: Warriors gana las series 2-1
- Partido 1 @ Philadelphia: Philadelphia 73, St. Louis 68
- Partido 2 @ St. Louis: St. Louis 73, Philadelphia 51
- Partido 3 @ St. Louis: Philadelphia 75, St. Louis 59

### Semifinales
(E2) Philadelphia Warriors vs. (E3) New York Knicks: Warriors gana las series 2-0
- Partido 1 @ Philadelphia: Philadelphia 82, New York 70
- Partido 2 @ New York: Philadelphia 72, New York 53

### Finales
Philadelphia Warriors vs. Chicago Stags: Warriors gana las series 4-1
- Partido 1 @ Philadelphia: Philadelphia 84, Chicago 71
- Partido 2 @ Philadelphia: Philadelphia 85, Chicago 74
- Partido 3 @ Chicago: Philadelphia 75, Chicago 72
- Partido 4 @ Chicago: Chicago 74, Philadelphia 73
- Partido 5 @ Philadelphia: Philadelphia 83, Chicago 80

## Estadísticas
| Rk | Jugador         | Edad | P  | PT | MP | TC  | TCI  | %TC  | 3P | 3PI | %3P | TL  | TLI  | %TL  | RO | RD | RT | AS  | RB | TAP | BP | FP  | PTS  |
| 1  | Joe Fulks       | 25   | 60 |    |    | 7.9 | 26.0 | .305 |    |     |     | 7.3 | 10.0 | .730 |    |    |    | 0.4 |    |     |    | 3.3 | 23.2 |
| 2  | Angelo Musi     | 28   | 60 |    |    | 3.8 | 13.6 | .281 |    |     |     | 1.7 | 2.1  | .829 |    |    |    | 0.4 |    |     |    | 2.0 | 9.4  |
| 3  | Howie Dallmar   | 24   | 60 |    |    | 3.3 | 11.8 | .280 |    |     |     | 2.2 | 3.4  | .640 |    |    |    | 1.7 |    |     |    | 2.4 | 8.8  |
| 4  | Ralph Kaplowitz | 27   | 30 |    |    | 2.5 | 8.6  | .291 |    |     |     | 2.0 | 2.7  | .738 |    |    |    | 0.4 |    |     |    | 2.2 | 7.0  |
| 5  | George Senesky  | 24   | 58 |    |    | 2.4 | 9.2  | .267 |    |     |     | 1.4 | 2.1  | .661 |    |    |    | 0.6 |    |     |    | 1.4 | 6.3  |
| 6  | Art Hillhouse   | 30   | 60 |    |    | 2.0 | 6.9  | .291 |    |     |     | 2.0 | 2.8  | .723 |    |    |    | 0.7 |    |     |    | 2.3 | 6.0  |
| 7  | Jerry Fleishman | 24   | 59 |    |    | 1.6 | 6.3  | .261 |    |     |     | 1.2 | 2.2  | .543 |    |    |    | 0.7 |    |     |    | 1.7 | 4.5  |
| 8  | Fred Sheffield  | 23   | 22 |    |    | 1.3 | 6.6  | .199 |    |     |     | 0.7 | 1.2  | .615 |    |    |    | 0.2 |    |     |    | 1.5 | 3.4  |
| 9  | Petey Rosenberg | 28   | 51 |    |    | 1.2 | 5.6  | .209 |    |     |     | 0.6 | 1.0  | .612 |    |    |    | 0.5 |    |     |    | 1.3 | 2.9  |
| 10 | Jerry Rullo     | 23   | 50 |    |    | 1.0 | 3.5  | .299 |    |     |     | 0.5 | 0.9  | .489 |    |    |    | 0.4 |    |     |    | 1.2 | 2.5  |
| 11 | Matt Guokas     | 31   | 47 |    |    | 0.6 | 2.2  | .269 |    |     |     | 0.6 | 1.0  | .553 |    |    |    | 0.2 |    |     |    | 1.5 | 1.7  |
| 12 | John Murphy     | 22   | 11 |    |    | 0.3 | 1.4  | .200 |    |     |     | 0.2 | 0.3  | .667 |    |    |    | 0.0 |    |     |    | 0.5 | 0.7  |

## Galardones y récords
| Jugador   | Galardón                                           |
| Joe Fulks | Mejor anotador de la liga Mejor quinteto de la BAA |